# Los chiles verdes
Los chiles verdes es un son huasteco que se escucha tanto en la Huasteca como en regiones como Tlacotalpan. También es parte de un repertorio antiguo del son jarocho que existe antes del siglo XX.

## Estructura
Como señala Sánchez, se trata de un «son paralelístico», pues distinguiéndose de los sones cuya letra o lírica está estructura en coplas independientes y sin conexión temática, en este caso posee una "estructura formal repetitiva de los textos", la cual se mantiene en todas sus versiones.
Los chiles verdes, junto al son La gallina, tienen un paralelismo parcial en sus textos, "con coplas autónomas y estribillos paralelísticos", es decir con una estructura contraria.
Uno de los temas que aborda este son, junto con otros similares de la Huasteca, es la tierra, particularmente en la frase «Ora sí, china del alma; vámonos para Tenango». El otro tema que también toca es el del amor.

## Letra
Estando en una hortaliza,

alcé las manos al cielo;
allá me llegó una brisa
desde tu rizado pelo,
que a todos les simpatiza.

Chiles verdes me pediste,
chiles verdes te daré,
vámonos para la huerta,
que allá te los cortaré.

A solas te quiero hablar
para explicarte mi amor;
tú muy bien debes pensar
que yo sufro un gran dolor,
que tú lo podrás calmar
con un besito de amor.

Ora sí, china del alma,
vámonos para Tenango,
a vender los chiles verdes,

hoy que se están madurando.
Los Chiles Verdes

## Grabaciones
- Encuentro de jaraneros, volumen 1. Conjunto Alvarado. Ediciones Pentagrama, 2001.[8]
- Antología del son de México. Abacúm Fernández y Reveriano Soto. Discos Corasón, 2002.[9]
- Las Orquestas Del Día. Son de Madera. 2004.[10]
- El Nuevo Mundo: Folías Criollas, Tembembe Ensamble Continuo con Jordi Savall, Hespérion XXI y la Capella Reial de Catalunya, 2016.[11]